# کوه آینوس
کوه آینوس (به لاتین: Mount Ainos) یک کوه در یونان است که در Kefalonia Prefecture واقع شده‌است. کوه آینوس ۱٬۶۲۸ متر بالاتر از سطح دریا واقع شده‌است.